# Château de Tanyot
Le château de Taniot est un château  du XVIIIe siècle situé à Tanay, en Bourgogne-Franche-Comté.

## Localisation
Le château est situé en rive ouest de la RD 30b, au sud du village de Taniot.

## Historique
En 1387 : "Taigniot... n'a marché, foire ni forteresse". Les d’Avennes et les Melincourt qui possèdent le fief par moitié le transmettent aux Marey et au chancelier Rolin. Le 7 janvier 1491, sa petite-fille Marguerite hérite de la terre et seigneurie de Tasnyot. Le 19 juillet 1594, les intempéries affectent gravement le château, « n'y estant demeuré que les murailles". Il est restauré, comme en fait état un procès-verbal de 1643[réf. souhaitée]. 
Vers 1745, Alexandre de Moyria, lieutenant-colonel au régiment de Fouquet, acquiert la terre de Taniot et y construit un château à la "moderne". Pierre François Gauthier le rachète en 1773 et bâtit une partie des communs qui portent les dates 1775 et 1776. Au XVIIIe siècle, le domaine échoit à la famille de Masson d'Autume à laquelle il appartient toujours aujourd'hui, sans modifications notables du plan depuis le cadastre de 1838[réf. souhaitée].

## Description
Les bâtiments occupent les trois côtés d'une longue cour accessible par un portail découvert. Le bâtiment d'habitation est à l'ouest dans l'axe du portail. Il présente un étage de soubassement, un rez-de-chaussée surélevé à l'arrière, un étage carré et un étage de comble. Le corps central à neuf travées avec toits à longs pans est flanqué de deux corps latéraux à deux travées en avancée[réf. souhaitée]. 
Grange et remise sont à gauche de la cour, les logements des domestiques, remises et chenils à droite. De ce côté se trouve un colombier de plan carré à boulins de terre cuite et échelle tournante avec une volière ouverte sur la cour accotée à son mur droit. Une citerne à margelle de pierre et superstructure en fer forgé à poulie est au sud-est du logis[réf. souhaitée].  
Le château, les douves, les façades et les toitures des dépendances, le portail d'entrée avec sa grille, la demi-lune qui lui fait face et le puits sont inscrits au titre des monuments historiques par arrêté du 22 décembre 1988.